# Kamienna Góra (przystanek kolejowy)
Kamienna Góra (ukr. Кам'яна Гора, ros. Каменная Гора) – przystanek kolejowy w miejscowości Kamienna Góra, w rejonie rówieńskim, w obwodzie rówieńskim, na Ukrainie. Położony jest na linii Równe – Baranowicze – Wilno.